# Carl Lybeck
Carl Ulrik Samuel Lybeck (i riksdagen kallad Lybeck i Vindö), född 18 maj 1838 i Västervik, död 3 oktober 1905 i Östra Eds församling, Kalmar län, var en svensk godsägare och riksdagsman.
Lybeck blev student vid Uppsala universitet 1855 och var elev vid Ultuna lantbruksinstitut 1859–1861. Han var förvaltare vid Eds bruk i Kalmar län 1861–1880 och var ägare till godset Vindö i grannskapet, som han inköpte 1881. Lybeck var ordförande i Kalmar läns norra hushållningssällskap 1888–1901. Som politiker var han ledamot av riksdagens första kammare 1894–1903, invald för Kalmar läns norra valkrets. Lybeck var ledamot i bevillningsutskottet 1897–1899. Han invaldes som ledamot av Lantbruksakademien 1894. Lybeck blev riddare av Vasaorden 1886 och av Nordstjärneorden 1893 samt kommendör av andra klassen av Vasaorden 1900 och kommendör av första klassen av samma orden 1904.
Carl Lybecks far var grosshandlare i Västervik och gift med en syster till Anders Baltzar de Maré. Sonen var gift med Emma Selander, dotter till stadskassören Carl Anders Selander. De var föräldrar till Helge Lybeck, ägare till Fågelviks herrgård. Carl Lybeck var farbror till Magnus Lybeck.